# Prut (dopływ Narwi)
Prut – rzeka, lewy dopływ Narwi o długości 25,4 km. 
Płynie na Mazowszu w kierunku południowo-zachodnim, mijając miejscowości Dąbrowa, Komorowo, Wólka-Przekory, Lutobrok, Pniewo, Lemany, Drwały, Kępa Zatorska, Śliski. Do Narwi wpada po minięciu wsi Kruczy Borek.
W 1958 r. nad rzeką Prut, w rejonie wsi Lemany, odkryto cmentarzysko datowane na I w. p.n.e. – II w. n.e. Odkryto na nim ok. 160 grobów jamowych i popielnicowych.